# كأس ألمانيا 1954–55
كأس ألمانيا 1954–55 (بالألمانية: DFB-Pokal 1954/55)‏ هو الموسم 12 من كأس ألمانيا. أشرف على تنظيمه اتحاد ألمانيا لكرة القدم، وكان عدد الأندية المشاركة فيه 32، وفاز فيه نادي كارلسروه.